# غوراسر سفلي
غوراسر سفلي (بالفارسية: گوراسر سفلی) هي منطقة سكنية تقع في تشارواماق الشرقية الريفية في إيران.